# Xiasi Dog
Lo Xiasi Dog (noto anche come Xiasi Quan, o Bai Long Quan) è una razza di cane originaria della provincia di Guizhou in Cina.

## Storia
Lo Xiasi Quan e le persone del Guizhou convivono da molto tempo. Nel Guizhou, il cane Xiasi è rispettato dalle persone a causa della convinzione che il cane porti ricchezza alla famiglia. Si pensa che questo abbia avuto origine nel 1080, quando Xiasi Dog fu addestrato a cacciare animali per il commercio.
Poiché la razza viene allevata principalmente nella città di Xiasi, città di Kaili, il nome ufficiale di questa razza è Xiasi Quan, sebbene i membri del gruppo etnico Miao si riferiscano anche a questa razza come Bai Long Quan.
Gli Xiasi Quan hanno caratteristiche e tratti distintivi che li rendono cani da caccia ideali. I loro corpi magri e muscolosi, le zampe robuste con gambe potenti, essi sono allevati per seguire prede veloci e agili. Nella zona meridionale del Guizhou, gli Xiasi Quan sono spesso addestrati come cani da guardia. Xiasi Quan possiede un acuto senso dell'olfatto, oltre a velocità e resistenza impressionanti.

## Caratteristiche
Un individuo adulto pesa da 22 a 66 libbre, con un'altezza che va da 17 a 20 pollici. Ha una pelle corta, ispida, di colore bianco, un grande viso con orecchie appuntite, occhi piccoli e una bocca larga. La pelle del cane appare rossa intorno al naso, alla bocca e alle orecchie.